# 長崎丸 (4代)
長崎丸（ながさきまる）は、長崎大学水産学部が保有する練習船。本項目では、2018年に就航した4代目を取り扱う。

## 概要
長崎丸 (3代)の代船として、三井造船玉野事業所で建造され、2017年10月19日に河野茂長崎大学長、橘勝康水産学部長の見守る中、進水式が行われた。その後、2018年3月26日に竣工、3月29日に竣工披露式が長崎市出島岸壁で執り行われた。
本船は「東シナ海の水産・海洋科学をリードする国際洋上キャンパス」のコンセプトのもと、長崎丸 (3代)の代船として、各種条約・法規や教育情勢の変化に対応し、廃棄物処理対応の浄化設備を有し、また実習設備、女子学生専用の区画（浴室、トイレ等）の充実が図られている。

## 設計
振動・騒音の軽減、水中放射雑音の低減のため、推進システムには電気推進が採用された。主発電機4基により発電、推進電動機2基で可変ピッチプロペラ1軸を駆動する。プロペラは炭素繊維強化プラスチック（CFRP）製でキャビテーションの抑制、荒天時の負荷軽減の効果があるとされ、この種のプロペラでは国内最大級である。またバウスラスター、スターンスラスターを備えている。
漁業実習および海洋観測実習のため、漁労設備、各種観測設備を搭載する。漁労設備は巻き網、トロール網、延縄、全自動いか釣機などを搭載している。
各種観測設備の運用のため、船楼甲板船尾左舷側にCTD用Aフレーム、船尾に大型のAフレーム、他に5台の観測ウィンチ、4基のクレーンを装備する。
船内には研究室としてウェット研究室、ドライ研究室が配置されている。本船では船内に無線LANが装備されており航海、調査・研究にかかわるデータを船内でリアルタイムに共有することができる。
また以上の漁業練習船の設備の他、先代の長崎丸が東日本大震災発生時に支援活動に携わった経験を活かし、コンテナユニットやドクターカーの搭載機能を有している。
なお、本船は三井造船玉野事業所で建造されたが、三井造船は2018年4月1日に三井E&Sホールディングスへと社名を変更しており、三井造船の名の下で建造された最後の船となった。

### 漁労設備
トロール網漁業
- トロール用ウィンチ 1台
- 自動トロール装置 1組

いか釣り漁業
- 全自動いか釣機 2台
- 集魚灯 25灯

まき曳き網漁業
- 網捌機 1台

延縄漁業
- ラインホーラ 1組
- サイドローラ 1組

漁獲物冷凍設備
- 冷凍ストッカー（690L） 2組
- フレークアイス製造機（1t/day） 1組

### 観測・研究設備
観測設備
- CTDシステム
- XCTD/XBTシステム
- 表層生物環境モニタリングシステム
- 環境センサー付き多段開閉ネット（MOCNESS）
- 多層式超音波流速計
- 計量魚群探知機
- 海底地形探査装置（マルチビームエコーサウンダー）
- スキャニングソナー
- 測深・地層探査装置（サブボトムプロファイラー）

など
研究設備
- 塩分分析装置
- 溶存酸素滴定装置
- PCRシステム
- DNA断片解析システム
- ドラフトチャンバー

など

## 画像

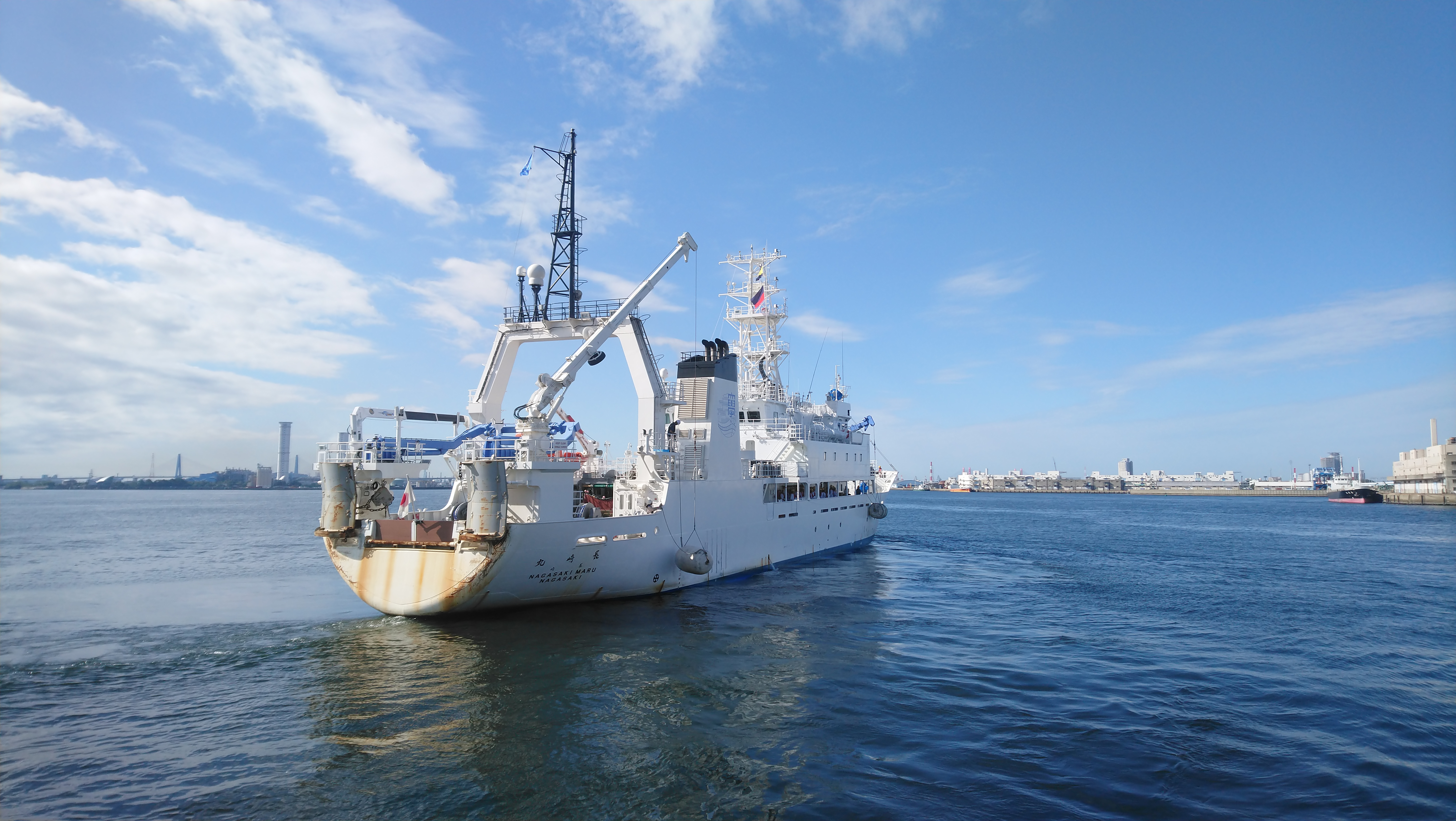
名古屋港ガーデンふ頭より出航する本船